# Aerauto PL.5C
L'Aerauto PL.5C était un projet développé en Italie au début des années 1950 par l'ingénieur Luigi Pellarini. C'était un monoplan biplace à aile haute, les ailes pouvant se replier rapidement pour transformer l'avion en automobile. Contrairement à d'autres projets similaires, l'Aeroto PL.5C devait utiliser son hélice propulsive pour se déplacer à la fois dans les airs et sur terre. Ce projet fut abandonné en 1953, jugé pratiquement inutilisable.